# Patrice Gauthier
Pour les articles homonymes, voir Gauthier.
Pour le réalisateur, voir Patrice Gautier.
Patrice Gauthier est un écrivain français d'expression provençale.

## Biographie
Né à Marseille le 3 septembre 1959, Patrice Alain Fernand Gauthier grandit dans le quartier des Cadeneaux.
Diplômé de Centrale Paris (promotion 1982[réf. souhaitée]), il revient en Provence en 1982 et devient ingénieur en informatique industrielle dans une entreprise marseillaise de robotique. Il est ensuite chargé de mission à la direction de la Culture du conseil départemental des Bouches-du-Rhône,. C'est dans ce cadre qu'il prend part notamment à la rénovation du museon Arlaten.
Issu d'une « vieille famille provençale », dont ses grands-parents parlent la langue, il décide d'adhérer au Félibrige après leur mort, en 1981. Il s'affilie à l'école félibréenne La Pervenquiero, mais s'investit davantage au sein de Parlaren. Il suit également les stages du Prouvençau à l'escolo, où on lui demande d'enseigner au bout d'un an, tâche dont il s'acquitte jusqu'en 1986, et figure au conseil d'administration de l'association jusqu'en 1988. Il donne aussi un cours de sous-dialecte marseillais au Musée provençal de Château-Gombert, puis au Museon et à l'hôtel du département des Bouches-du-Rhône à compter de 2011. Il anime l'émission Francitance sur la radio FR3 Méditerranée jusqu'en 1982, ainsi que Latineta sur la radio libre À l'escouto de Prouvènço jusqu'en 1983.
En 1986, il crée avec sa femme et Jean-Luc Domenge le groupe de musique Nosto modo, qui durant dix ans se produit dans le Midi en chantant en provençal, dans l'esprit des anciennes veillées. C'est dans ce cadre qu'il écrit et compose une quinzaine de chansons, qu'il interprète lui-même à la guitare.
En 1989, il joue au théâtre Calendal, avec L'Escandihado aubagnenco, et en 1990 La Mauvaise Langue d'André Ariès. À partir des années 2010, il prend également part à la pastorale Maurel.
Il revient au Félibrige lorsque son ami Pierre Fabre en devient le capoulié. Collaborateur de L'Armana di felibre, il cofonde en 1993 avec d'autres mainteneurs un stage de provençal dans le cadre du festival de Martigues, où il anime un atelier de chant. Il est nommé trésorier du Félibrige la même année, et le reste jusqu'en 2006. Il est élu majoral en 1999, succédant à Henri Aubanel sur la cigale de la Mer.

### Vie personnelle
Son épouse Corinne est notamment tambourinaire.

## Production artistique et littéraire
Il illustre d'abord le journal de Parlaren, Prouvènço dau !. Il conçoit également des affiches et des placards informatifs pour Lou Prouvençau à l'escolo.
Il commence par écrire des articles en 1981, sous le nom de plume « Patris ». À la demande d'André Ariès, il réalise une adaptation de Calendal de Frédéric Mistral en bande dessinée, qui paraît en feuilleton dans Prouvènço dau ! avant d'être tirée en volume en 1987.
Il est l'auteur de contes fantastiques en prose à compter de 1988.
En tant que spécialiste du parler de Marseille, il collabore au Dictionnaire français-provençal de Jules Coupier qui connaît une première édition en 1995.
En 2003 il publie La Valso de Santo Ano, où un narrateur omniscient évoque, en provençal maritime, le « voyage initiatique » de cinq jeunes gens dans les Alpes et les vallées occitanophones d'Italie, à la recherche de leurs « racines ». Giuseppe Goria souligne qu'il s'agit du premier « roman marseillais » depuis La Vièio qu'ero mouarto de Jean-Pierre Tennevin, lequel signe d'ailleurs ici la préface. Goria juge la narration « captivante » et les personnages « authentiques », voyant dans La Valso « un roman courageux qui illustre honorablement le provençal moderne ». Quant à Patricia Dupuy, elle met en évidence son « parler vivant et moderne », qui contribue à la « renaissance » du marseillais.
Pour son œuvre, il est notamment lauréat de la médaille de bronze de Florian en 1995, et du grand prix littéraire de Provence en 2015. Le prix lui est remis le 27 septembre de cette année, jour où Jean-Luc Domenge dresse son éloge. L'un de ses textes lui vaut l'Abeille d'or de l'Essaim de Salon-de-Provence en 1998.

## Ouvrages
- Calendau, Marseille, Lou Prouvençau à l'escolo, 1987  (ISBN 2-905116-13-7)  — réédité en 2017.
- La Valso de Santo-Ano (préf. Jean-Pierre Tennevin), Draguignan, Félibrige, 2003  (ISBN 2-9520142-0-5).
- Laus d'Enri Aubanel, Aix-en-Provence, Félibrige, 2008 (lire en ligne).